# Unitats federatives del Brasil
El Brasil està dividit políticament i administrativa en 27 unitats federatives (26 Estats i un districte federal):
| Estats del Brasil | Estats del Brasil  | Estats del Brasil | Estats del Brasil | Estats del Brasil   | Estats del Brasil | Estats del Brasil |
|                   | UF                 | Sigla             |                   |                     | UF                | Sigla             |
| ----------------- | ------------------ | ----------------- | ----------------- | ------------------- | ----------------- | ----------------- |
| 1                 | Acre               | AC                | 15                | Paraná              | PR                |                   |
| 2                 | Alagoas            | AL                | 16                | Pernambuco          | PE                |                   |
| 3                 | Amapá              | AP                | 17                | Piauí               | PI                |                   |
| 4                 | Amazonas           | AM                | 18                | Rio de Janeiro      | RJ                |                   |
| 5                 | Bahia              | BA                | 19                | Rio Grande do Norte | RN                |                   |
| 6                 | Ceará              | CE                | 20                | Rio Grande do Sul   | RS                |                   |
| 7                 | Espírito Santo     | ES                | 21                | Rondônia            | RO                |                   |
| 8                 | Estat de Goiás     | GO                | 22                | Roraima             | RR                |                   |
| 9                 | Maranhão           | MA                | 23                | Santa Catarina      | SC                |                   |
| 10                | Mato Grosso        | MT                | 24                | São Paulo           | SP                |                   |
| 11                | Mato Grosso do Sul | MS                | 25                | Sergipe             | SE                |                   |
| 12                | Minas Gerais       | MG                | 26                | Estat de Tocantins  | TO                |                   |
| 13                | Pará               | PA                | 27                | Districte Federal   | DF                |                   |
| 14                | Paraíba            | PB                |                   |                     |                   |                   |